# Orchestre symphonique d'Adélaïde

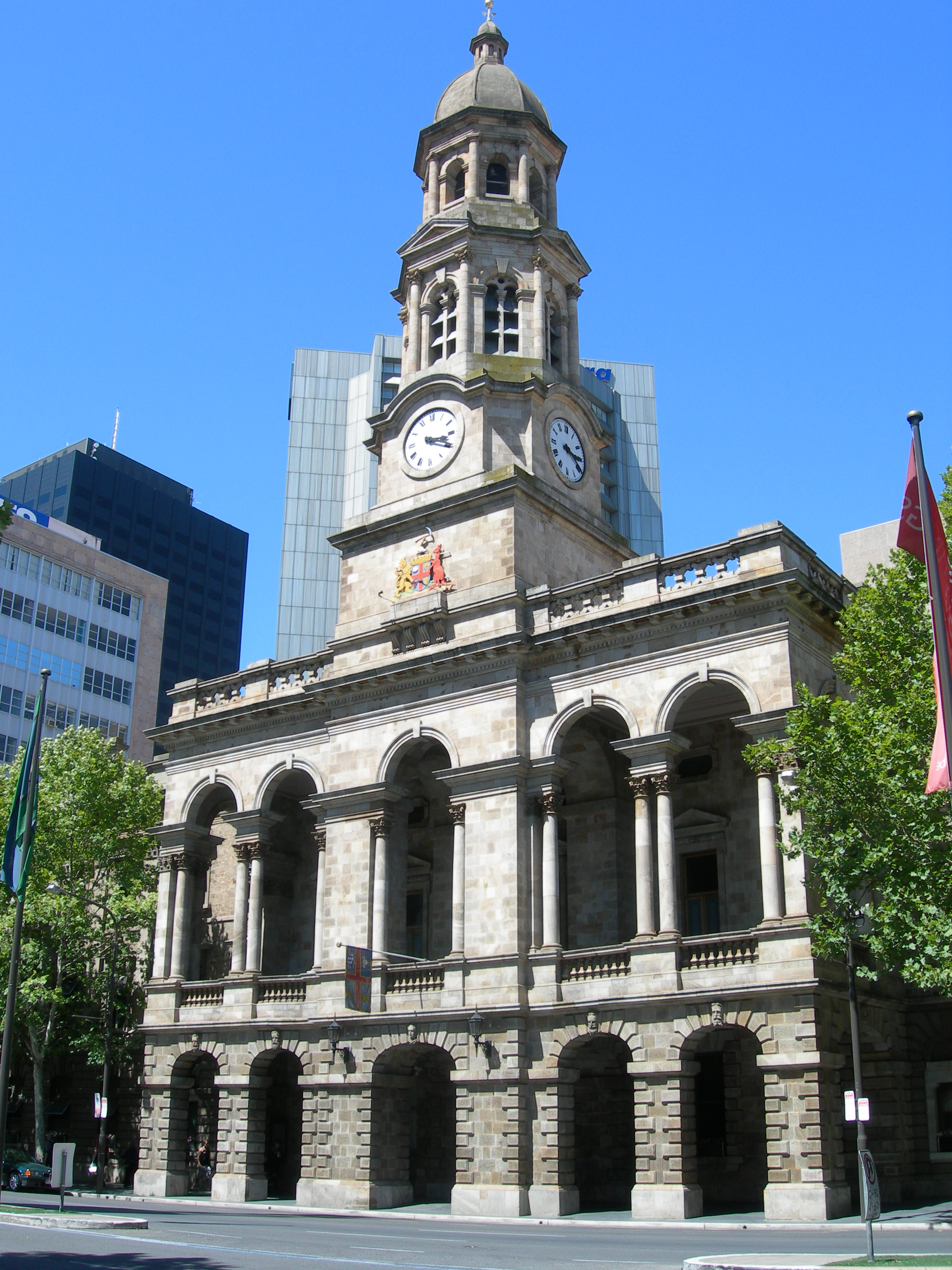
Hôtel de ville d'Adélaïde

L'Orchestre symphonique d'Adélaïde (en anglais, Adelaide Symphony Orchestra) (ASO) est un orchestre australien basé à Adélaïde, en Australie-Méridionale. Son siège principal est l'Hôtel de ville d'Adélaïde, mais l'ASO se produit également dans d'autres lieux tels que le Elder Hall à l'Université d'Adélaïde et à l'Adelaide Festival Centre (en). L'ASO fournit le soutien orchestral pour toutes les productions du State Opera of South Australia, ainsi que les représentations à Adelaïde de l'Australian Ballet et de l'Opéra d'Australie. L'orchestre est également un ensemble régulièrement présenté au Festival d'Adélaïde (en).

## Historique

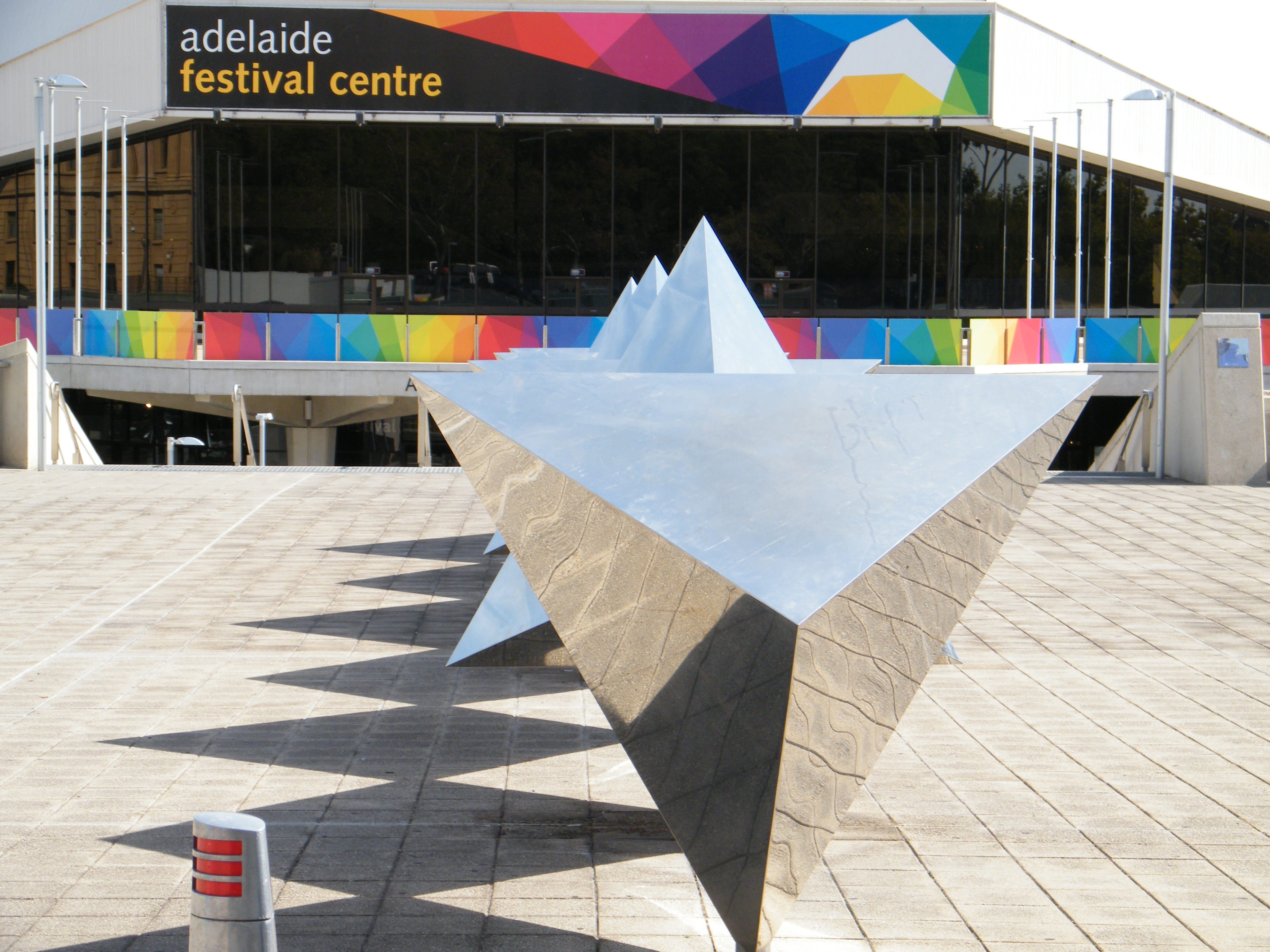
Adelaide Festival Centre

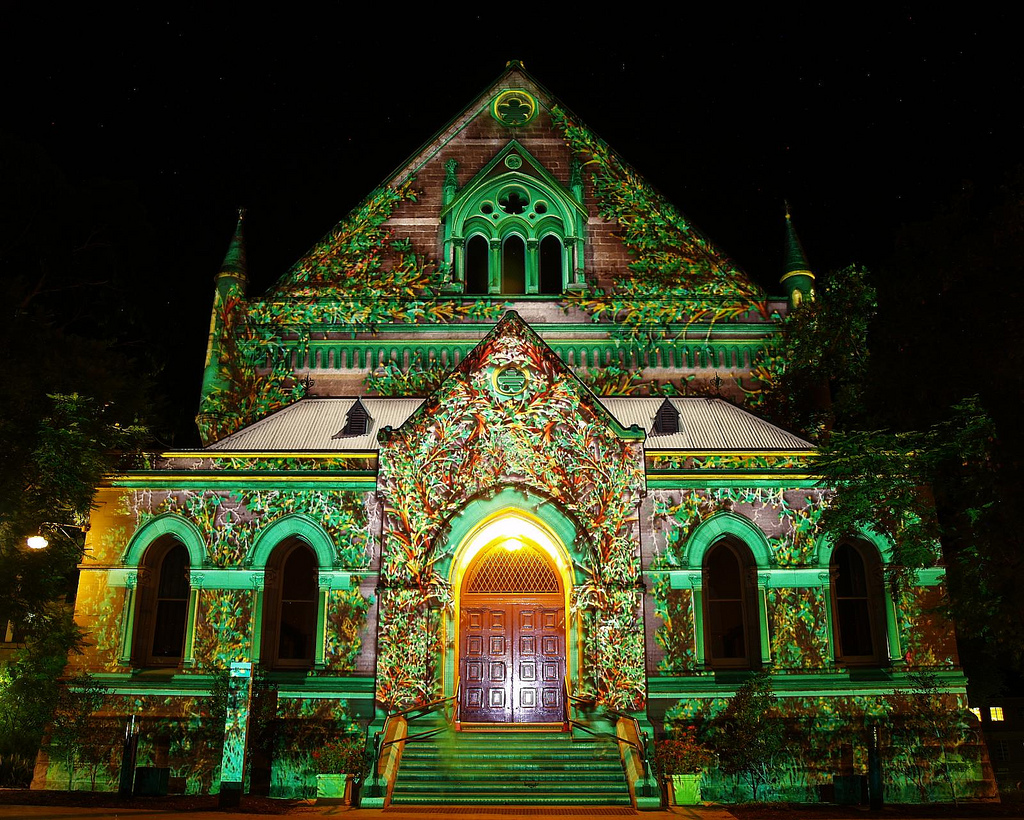
Forested Elder Hall

En 1936, le South Australian Orchestra a été remplacé par l'Orchestre symphonique d'Adélaïde, formé de 50 membres, dirigé par William Cade (en), et parrainé par l'Australian Broadcasting Commission. L'orchestre se reforma en 1949 sous le nom de South Australian Symphony Orchestra, composé de 55 membres, avec Henry Krips comme chef d'orchestre résident. L'orchestre a retrouvé son titre original, Adelaide Symphony Orchestra, à la fin de 1975, et compte actuellement 74 membres permanents. Parmi les chefs d'orchestre de l'orchestre figurent Elyakum Shapirra (en), Piero Gamba, Albert Rosen (en), Nicholas Braithwaite (en) et David Porcelijn (en). Le dernier chef d'orchestre de l'ASO était Arvo Volmer, qui a occupé ce poste de 2004 à 2013. Il est actuellement le principal chef d'orchestre invité et conseiller artistique de l'ASO. En 2007, l'orchestre s'est associé à Hilltop Hoods pour préparer une nouvelle version orchestrée de leur album The Hard Road, intitulé The Hard Road: Restrung. En 2015, Hilltop Hoods a collaboré pour la deuxième fois avec l'Orchestre symphonique d'Adélaïde, composé de 32 musiciens, et avec la chorale Adelaide Chamber Singers Choir composée de 20 membres pour leur prochain album ré-orchestré intitulé Drinking from the Sun, Walking Under Stars Restrung.
Parmi les concerts de l'ASO, on peut noter son interprétation en 1998 de L'Anneau du Nibelung de Richard Wagner, la première production australienne depuis 1913 (bien qu'il ait été largement et faussement prétendu qu'elle était la première en Australie). L'orchestre a participé à la première production entièrement australienne du Ring en 2004.
En 2009, le premier ministre et ministre des Arts, Mike Rann, a proposé et fourni un financement gouvernemental à l'ASO pour commander une importante œuvre orchestrale sur les changements climatiques. La première mondiale de The Blue Thread de Gerard Brophy, inspirée par le fleuve Murray, a été présentée lors du Concert for the Earth à l'hôtel de ville d'Adélaïde, le 27 novembre 2010. Le gouvernement Rann proposa et organisa le financement de deux autres commandes à l'ASO, la première étant un hommage orchestral au joueur de cricket Sir Donald Bradman, et la seconde commémorant le centenaire du débarquement de l'ANZAC à Gallipoli. La première mondiale de Our Don de Natalie Williams a été réalisée par l'ASO en août 2014. La première mondiale d'un « ANZAC Requiem » du compositeur Iain Grandage (en) et de la librettiste Kate Mulvany a eu lieu le 22 avril 2015.

## Liste des chefs d'orchestre
- William Cade (en) (chef permanent, 1939)
- Bernard Heinze (chef invité, 1939)
- Percy Code (chef permanent par intérim, 1949)
- Henry Krips (chef permanent, 1949–1972)
- Elyakum Shapirra (en) (chef d'orchestre, 1975–1979)
- José Serebrier (principal chef invité, 1982–1983)
- Piero Gamba (chef d'orchestre, 1983–1985)
- Albert Rosen (en) (chef d'orchestre, 1986)
- Nicholas Braithwaite (en) (chef d'orchestre, 1987–1991)
- David Porcelijn (en) (chef d'orchestre, 1993–1998)
- Arvo Volmer (chef d'orchestre, 2004–2013)
- Nicholas Carter (2015-2018)